# Die Reise zum Mittelpunkt der Erde

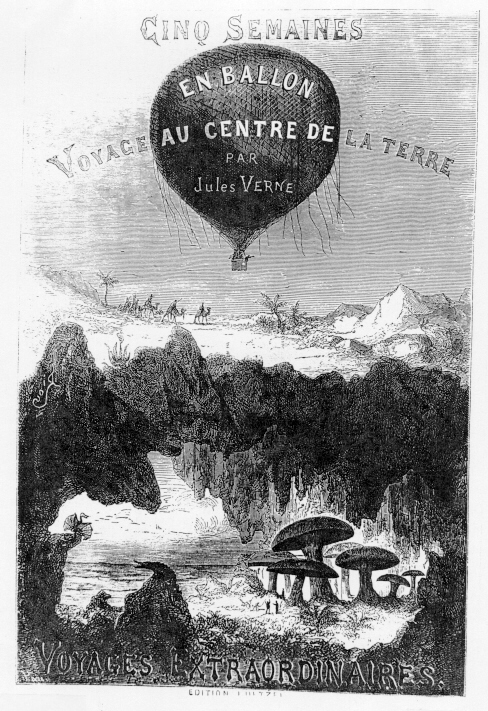
Titelbild eines französischen Doppelbandes Fünf Wochen im Ballon und Die Reise zum Mittelpunkt der Erde

Die Reise zum Mittelpunkt der Erde (Voyage au centre de la terre) ist einer der bekanntesten Romane des französischen Schriftstellers Jules Verne. Der Roman ist eine fantastische Erzählung über eine zweimonatige Reise, in der unter der Erdoberfläche die Distanz von 5000 Kilometern zwischen einem isländischen und einem italienischen Vulkan zurückgelegt wird. Da diese fiktive Reise als wissenschaftliche Expedition begonnen und immer wieder durch die Diskussion wissenschaftlicher Hypothesen geprägt wird, lässt sich dieser Roman als einer der ersten dem Genre der Science-Fiction zuordnen.
Das Buch wurde erstmals 1864 von dem Verleger Pierre-Jules Hetzel unter dem französischen Titel Voyage au centre de la terre veröffentlicht. Die erste deutschsprachige Ausgabe erschien 1873 unter dem Titel Reise nach dem Mittelpunkt der Erde.

## Übersicht
Hauptfigur ist der eigenwillige deutsche Professor Otto Lidenbrock (etwa 58 Jahre alt), der in Hamburg in der Königsstraße (heute: Poststraße) lebt und dort am Johanneum Mineralogie und Geologie unterrichtet.

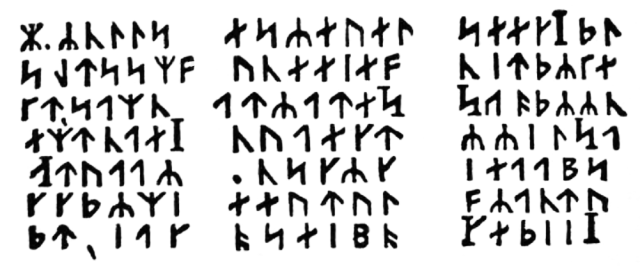
Die Runen aus dem Roman

Die Geschichte beginnt am 24. Mai 1863. In einem gerade erworbenen Manuskript von Snorri Sturluson (12. Jahrhundert), geschrieben in Runen, findet Professor Lidenbrock eine verschlüsselte Mitteilung des (fiktiven) isländischen Alchemisten Arne Saknussemm (der Name ist wohl eine Anspielung auf Árni Magnússon), der im 16. Jahrhundert gelebt haben soll. Da er davon ausgeht, dass Saknussemm eine wissenschaftliche Entdeckung mitteilen will, zwingt der Professor seinen Neffen und Assistenten Axel (19 Jahre alt), den Ich-Erzähler des Romans, ihm bei der Entzifferung der Geheimschrift zu helfen. Zu diesem Zweck schließt er die Haushälterin Marthe, Axel und sich selbst in seinem Haus ein.

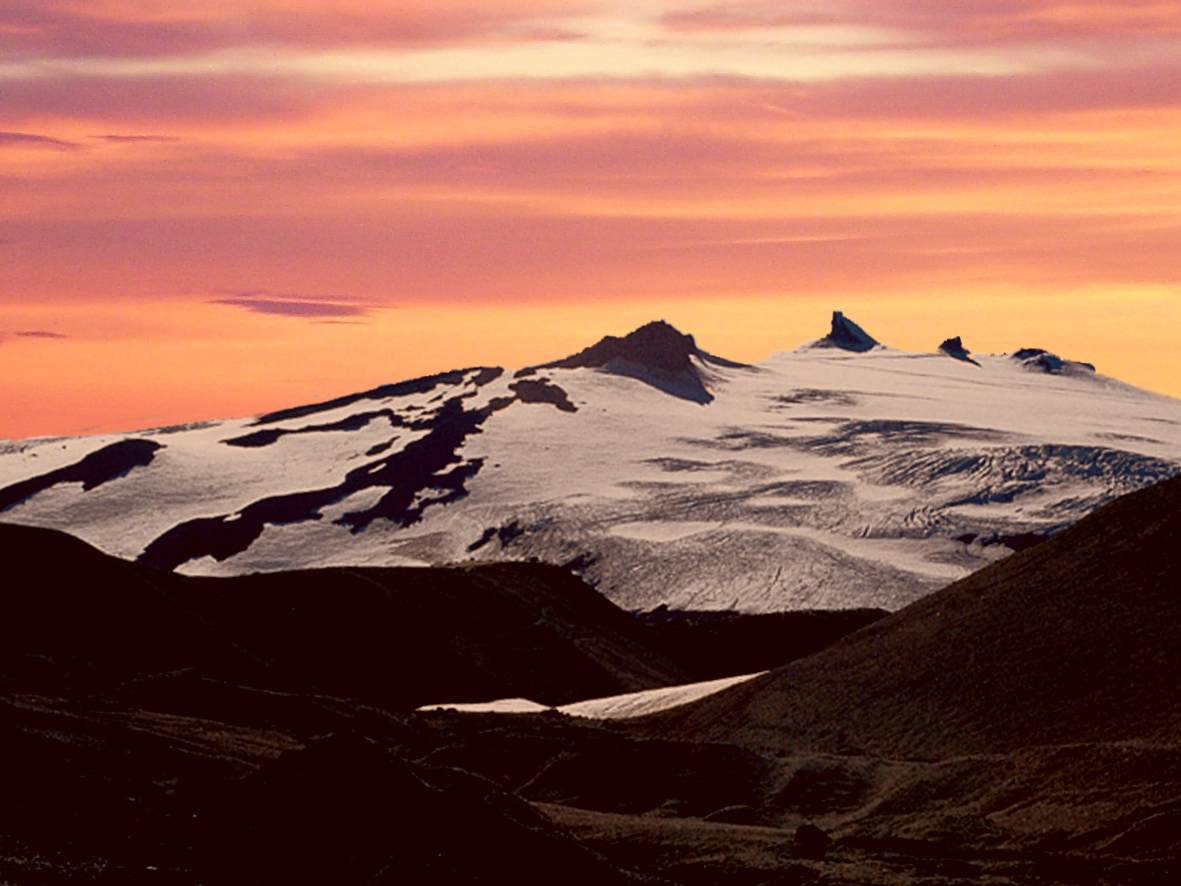
Am Snæfellsjökull beginnt die Reise ins Erdinnere …

Durch Zufall kann Axel das Dokument entziffern, schweigt aber zunächst. Erst als ihn der Hunger zermürbt, teilt er dem Professor seine Entdeckung mit: Arne Saknussemm behauptet, dass ein Reisender, wenn er in genau den Krater des isländischen Vulkans „Sneffels Yocul/Snäfields Jöcul“ (Snæfellsjökull, deutsch: Gnäfields) steigt, „welchen der Schatten des Skartaris vor dem ersten Juli liebkoset“, zum Mittelpunkt der Erde gelangt; er habe die Reise selbst gemacht. Professor Lidenbrock als Geologe beschließt, diese Reise zu wiederholen und sich von seinem Neffen Axel begleiten zu lassen.
Der ungeduldige Professor Lidenbrock und der ängstliche Axel verlassen Hamburg. Nach einem Aufenthalt in Kopenhagen gelangen sie nach Island. In Reykjavík engagieren sie den Eiderentenjäger Hans Bjelke als Führer, mit dem sie zu dritt den Snæfellsjökull besteigen und in den Krater klettern, wo sie auf dem Kraterboden den Eingang einer Höhle finden.
Sie gelangen immer tiefer ins Erdinnere. Bald ist ihr Wasservorrat zur Neige gegangen und die Expedition droht zu scheitern. Hans sucht im Alleingang Wasser und hört das Rauschen eines unterirdischen Flusses; sie hauen mit der Spitzhacke ein Loch in die Wand, sodass nun ein kleiner Bach durch die Höhle fließt, mit dem sie ihren Vorrat auffüllen. Während des weiteren Abstieges verliert Axel seine Gefährten, aber sie finden nach einigen Tagen mit Hilfe eines Schallphänomens (ähnlich dem in der Kuppel der Saint Paul’s Cathedral) wieder zusammen.
Sie gelangen an das Ufer eines unterirdischen Meeres, das sie auf einem Floß überqueren wollen. Am Ufer stoßen sie auf riesige Pilze, die sie als monströse Champignons identifizieren, finden weitere urzeitliche Pflanzen und entdecken eine kleine Insel mit einem Geysir. Nachdem sie anfangs nur wenige kleine Fische zu Gesicht bekommen haben, werden sie im Verlauf der Floßfahrt Zeugen eines Kampfes zwischen einem Ichthyosaurus und einem Plesiosaurus. Kurz darauf gerät das Floß in einen Sturm, der sie über das Meer jagt, bis sie an seinem Ufer Schiffbruch erleiden. Bald erkennen sie jedoch anhand des Kompasses, dass es sich um keine fremde Küste handelt, sondern diejenige, von der aus sie aufgebrochen sind. Sie stoßen auf weitere heute ausgestorbene Tier- und Pflanzenarten, Muschelschalen der „ersten Erdperiode“ und Überreste von Urmenschen. In der Ferne sehen sie auch eine menschenähnliche Gestalt von beängstigendem Wuchs und ziehen sich nach dieser Entdeckung rasch wieder zurück.

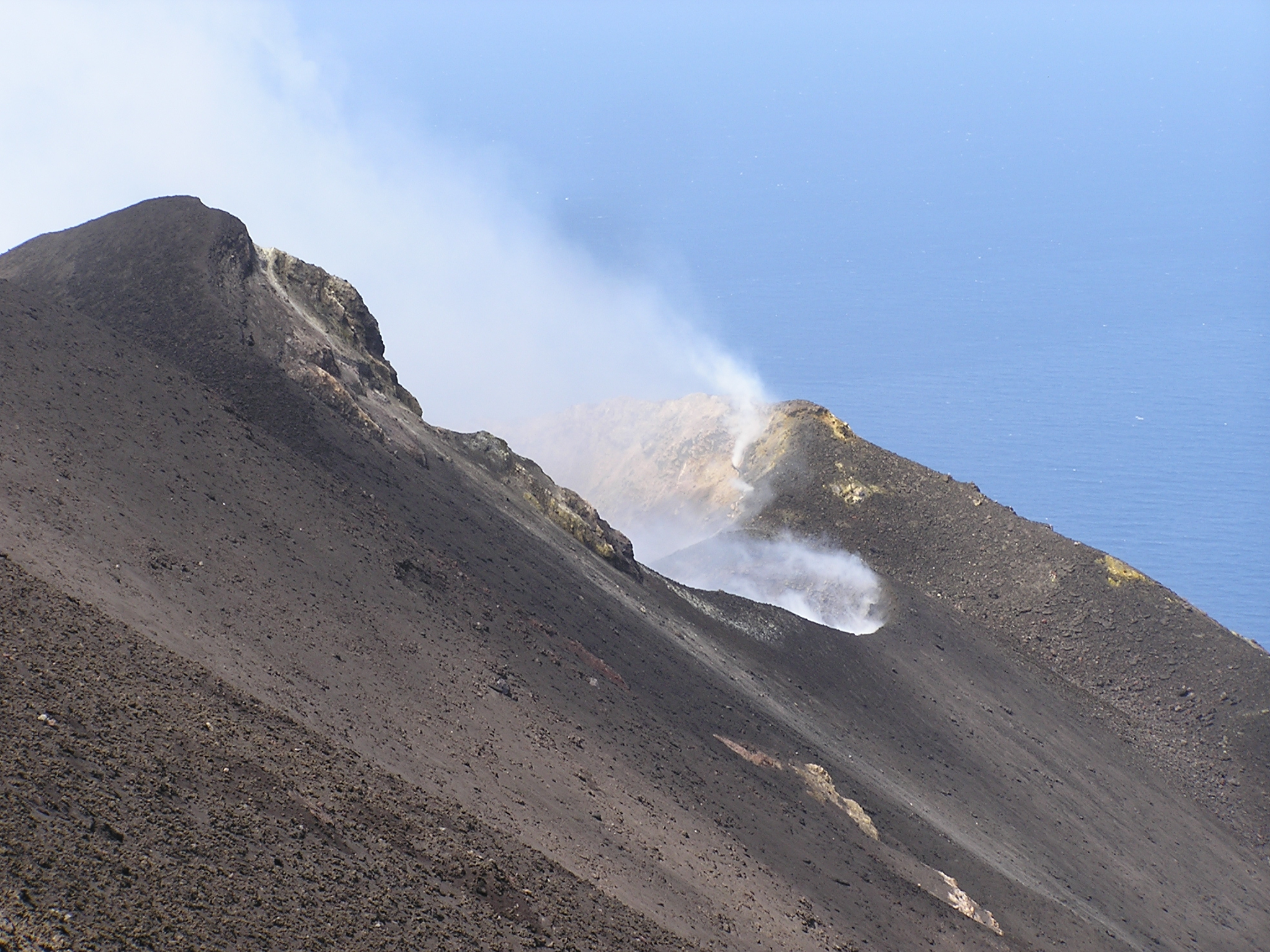
… und am Stromboli ist ihr Endpunkt

Sie finden Spuren des (fiktiven) isländischen Alchemisten Arne Saknussemm und einen weiteren Höhleneingang, der mit seinem Namen gekennzeichnet ist. Die Höhle endet nach wenigen Metern, da ein Felsblock sie versperrt. Als die Reisenden den Weg freisprengen, stürzt das Wasser des unterirdischen Meeres in einen Abgrund und reißt sie auf ihrem neuen Floß mit. Sie gelangen zuerst auf Wasser, dann auf Lava in den Krater eines ausbrechenden Vulkans und werden durch diesen zurück auf die Erdoberfläche geschleudert. Es stellt sich heraus, dass es sich um die italienische Insel Stromboli nördlich von Sizilien handelt.
Wieder zurück in Hamburg stellt Professor Lidenbrock seine Entdeckungen der Fachwelt vor und erntet viel Ruhm dafür. Nur die Frage, weshalb sie so weit im Süden herauskamen, beschäftigt ihn nach wie vor. Schließlich findet Axel eine Erklärung dafür: Der Kugelblitz, den sie im unterirdischen Meer erlebt hatten, hat ihren Kompass umgepolt, sodass sie die ganze Zeit Norden für Süden hielten.

## Erzählweise
Die Reise wird von Axel, dem Neffen Professor Lidenbrocks, in der Ich-Form erzählt, wodurch einerseits die emotionale Seite der Abenteuer – und die Ironie seinem Onkel gegenüber – erzählerisch glaubhaft, andererseits die Anknüpfung an das Genre des Reise- und Forschungsberichts möglich wird. Die Hauptfiguren werden als deutsche Wissenschaftler eingeführt und damit in die Tradition des wenige Jahre vor dem Erscheinen des Romans verstorbenen deutschen „Weltforschers“ Alexander von Humboldt gerückt, der mit seinen Reiseberichten in Frankreich ungeheure Aufmerksamkeit hervorrief.
Das narrative Universum wird durch drei Gegensätze strukturiert: den der Geschlechter, den vom Oben und Unten der geografischen Welt und den der Arbeitsteilung von Kopf und Hand. Die Haushälterin Martha und das Mündel Gudrun sind die einzigen Frauen, die im Text eine Rolle spielen. Beide sind auf „das Haus“ beschränkt und werden in keinem anderen Kontext, bei keinen anderen Handlungen beschrieben: Kochen (Martha) und Warten (Gudrun) sind Lebensinhalt und Existenzberechtigung. Dieses patriarchalische Othering der Frauen wird ergänzt durch die spiegelbildlichen An- und Überforderung für den heimlich mit Gudrun verlobten Neffen, der sich erst in der äußeren Welt „beweisen“ muss, um seine Verlobte heiraten zu dürfen. Axels Mitreise ist daher auch Initiation in den Stand der heiratsfähigen Männer, eine mythische Ausfahrt, ein Coming of Age als Odyssee.
Das 19. Jahrhundert war eine Zeit der Veröffentlichung von wissenschaftlichen Entdeckungen in schneller Folge. Diese Triumphe der Kultur- und der Naturwissenschaften werden von Verne narrativ als geografische Entdeckungen gespiegelt: Die Erzählung ist auf der Oberfläche eine Abenteuergeschichte mit der literarischen Erfindung einer Zeitreise durch die Erdgeschichte, womit Verne das Genre der Science-Fiction populär machte. Mit der Entschlüsselung des Steins von Rosette durch Champollion konnten die ägyptischen Hieroglyphen gelesen werden, mit den vielfältigen mechanischen, physikalischen und elektrischen Entdeckungen wurde in nahezu allen Bereichen das naturwissenschaftlich-technische Selbstbewusstsein des Jahrhunderts definiert – sowohl die Entzifferung alter Texte als auch die Anwendung geologischer und archäologischer Klassifikationen sind die Aufgaben, an denen sich die Protagonisten zu beweisen haben. Vor der Veröffentlichung der Reise zum Mittelpunkt der Erde 1864 hatte sich der neue wissenschaftlich-technische Optimismus in den Weltausstellungen 1851 in London, 1853 in New York und Dublin, 1855 und 1862 in Paris präsentiert. Verne transformiert den wissenschaftlichen Fortschritt in einen Rückschritt in die Erdgeschichte, die Erkenntnis des Wesens der Dinge als Abstieg unter die Oberfläche der Welt.
Der isländische Führer und Gefährte Hans rettet mit seinem praktischen Einfallsreichtum und seiner Gelassenheit mehrfach das Leben der Wissenschaftler und sichert so die Fortsetzung der Expedition. Dieser Typus des geschickten wissenschaftlichen Handwerkers, half als Linsenschleifer, als Kesselschmied oder Feinmechaniker den Forschern und Erfindern des 19. Jahrhunderts, ihre Ideen in Messinstrumente und mechanische sowie elektrische Apparate und Maschinen umzusetzen.
Die sich in der Unwahrscheinlichkeit und Gefährlichkeit zum Ende hin steigernden Episoden geben der Erzählung den Charakter einer Nummernrevue und „die Rätselstruktur des Romans (...) lädt förmlich dazu ein, nach übertragenen, hinter der Oberfläche der Handlung liegenden Bedeutungen zu suchen.“ In den immer neuen und gefährlicheren Situationen geht es vor allem um die für den wissenschaftlichen Fortschritt notwendige Haltung der Protagonisten. Hauptthema des Romans ist das forschende Streben, dessen Teilfunktionen Verne in den drei charakterlich so unterschiedlichen und sich so gut ergänzenden Reisenden personifiziert: Professor Lidenbrock ist der Visionär und Initiator, der Ideen- und Geldgeber, sein Neffe Axel der wissenschaftliche Protokollant und Hans, der isländische Entenjäger, Führer und Gefährte, ist der lebenspraktische Retter des Teams. In dieser Konstellation erreichen die Reisenden tatsächlich einen neuen Kontinent: Lidenbrock vergleicht sich einmal mit Kolumbus – und wenn er auch dieses wissenschaftliche Neuland nur unter der Erde gefunden hat, so hat Verne damit die Tür zu einem neuen Genre aufgestoßen.

## Werkgeschichte
Die Buchausgabe wurde am 25. November 1864 unter dem Titel Voyage au centre de la Terre im Verlag von Pierre-Jules Hetzel veröffentlicht. Am 13. Mai 1867 folgte eine illustrierte Ausgabe mit 56 Radierungen von Édouard Riou, die die wichtigen Stationen der Reise illustrieren; die Größe der Gefahren verdeutlichend liegen die Tonwerte meist im dunklen Bereich und die Figuren sind oft klein und kaum erkennbar gezeichnet. Die deutsche Erstausgabe Die Reise zum Mittelpunkt der Erde wurde 1873 im Verlag der Gebrüder Légrády in Pest publiziert. Zuvor war der Roman bereits 1868 auf Deutsch in Fortsetzungen in der Zeitung Ungarischer Lloyd erschienen.

## Ausgaben
- Jules Verne: Reise zum Mittelpunkt der Erde. Roman (Originaltitel: Voyage au centre de la terre, übersetzt von Volker Dehs). Artemis und Winkler, Düsseldorf / Zürich 2005, ISBN 3-538-06972-7.
- Jules Verne: Reise zum Mittelpunkt der Erde. Roman. Neue ungekürzte Übersetzung von Manfred Kottmann. Mit sämtlichen Illustrationen der französischen Ausgabe, erschienen im Verlag J. Hetzel (1864), 2. Auflage (Neuausgabe) Frankfurt am Main: Fischer Taschenbuch 2005, ISBN 3-596-15713-7.

## Adaptionen

### Verfilmungen
Das Buch wurde mehrfach verfilmt. Unter anderem im Jahre 1959 mit James Mason als Professor und Pat Boone als sein Assistent sowie 1977 in Spanien und Teneriffa mit Kenneth More in der Hauptrolle. 1999 entstand ein zweiteiliger Fernsehfilm mit Treat Williams und Bryan Brown in den Hauptrollen. 2008 wurde der Roman mit Brendan Fraser in der Hauptrolle erneut verfilmt, im selben Jahr erschien Die Reise zum Mittelpunkt der Erde 2 von The Asylum. 2023 begann die Ausstrahlung der Serie Reise zum Mittelpunkt der Erde.

### Hörspiele
- Europa 1978:
  - Bearbeitung: H.G. Francis.
  - Regie: Heikedine Körting.
  - Darsteller: Klaus Schwarzkopf (Lidenbrock), Stefan Schwade (Axel), Lutz Mackensy (Hans)
- BR 1980:
  - Bearbeitung: Peter Irion.
  - Regie: Werner Simon.
  - Darsteller: Karl-Maria Schley (Lidenbrock), Frithjof Vierock (Axel).
- MDR/RBB 2005 (zwei- und fünfteilig):
  - Bearbeitung und Regie: Leonhard Koppelmann.
  - Komposition: Henrik Albrecht
  - Dramaturgie: Steffen Moratz
  - Mitwirkende: Wolf-Dietrich Sprenger (Professor Otto Lidenbrock), Florian Lukas (Axel, sein Neffe), Bjarne Henriksen (Hans), Uwe Friedrichsen (Professor Friderickson), Anna Maria Mühe (Gretchen), Klaus Manchen (Kapitän), Manuel Lai (Hirtenknabe)
  - Musikalische Leitung: Henrik Albrecht
  - Musik: Frauke Kuhlmann (Violine), Martin Burkhardt (Violoncello), Thomas Meyer (Klarinette; Bassklarinette), Georg Bongartz (Oboe; Baritonoboe), Henrik Albrecht (Klavier), Nils Imhorst (Kontrabass)
  - Produktion: Mitteldeutscher Rundfunk / Rundfunk Berlin-Brandenburg 2005
  - Auszeichnungen: Prix Marulic 2006 (3. Platz)[13]

sowie
- 1956, Verlag: Leipzig Blindenhörbuch (Hörbuch)
- 1973, Regie: Dagmar von Kurmin, Verlag: Poly (Hörspiel)
- 1978, Regie: Toyo Tanaka, Verlag: Maritim (Hörspiel)
- 1992, Regie: Mat Willies, Verlag: Junior (Hörspiel)
- 1996, Verlag: Junior Software (Hörspiel)
- 2004, Verlag: Hoerbuch.cc (Hörbuch)
- 2005, Verlag: Eltern (Hörbuch)
- 2008, Verlag: Random House (Hörbuch)

### Hörbücher
- 2008: Reise zum Mittelpunkt der Erde (Audible exklusiv, gelesen von Timmo Niesner), Audible Studios
- 2012: Die Reise zum Mittelpunkt der Erde (gelesen von Stefan Kaminski), Regie: Kati Schaefer, Ohrka e. V. für das kostenlose Hörportal Ohrka.de[15]
- 2013: (Audible: 2005) Reise zum Mittelpunkt der Erde (gelesen von Rufus Beck), cbj Audio, ISBN 978-3-8371-2065-3
- 2014: Die Reise zum Mittelpunkt der Erde (gelesen von Karlheinz Gabor), Audio Media Digital

### Vertonungen
Der britische Keyboarder Rick Wakeman komponierte 1974 mit Journey to the Centre of the Earth ein erfolgreiches Konzeptalbum. Die LP mit dem London Symphony Orchestra, The English Chamber Choir und dem English Rock Ensemble verkaufte sich über 14 Millionen Mal. 1999 brachte Wakeman sogar noch eine Fortsetzung Return to the Centre of the Earth heraus.

### Spiele
Im Frühjahr 2008 erschien im Franckh-Kosmos-Verlag ein Brettspiel von Rüdiger Dorn mit dem Titel „Reise zum Mittelpunkt der Erde“.
Als Computerspiel wurde das Buch mehrfach umgesetzt. 1988 erschien das Action-Adventure „Reise zum Mittelpunkt der Erde“ für PC, Amiga, Atari ST und Commodore 64. 2003 erschien das Spiel „Der verborgene Kontinent“ von Entwickler Frogwares, der sich lose an die Motive des Buches hält. Es wurde unter dem Titel „Reise zum Mittelpunkt der Erde“ erneut veröffentlicht.